# Брацлавські каштеляни
Брацлавські каштеляни — урядники (посадовці) у Брацлаві часів Речі Посполитої, яких призначав король для управління «гродом» (замком) та навколишньою місцевістю. Всього було 22 каштеляни.

## Особи
- Андрій князь Капуста, гербу власного
- Михайло Вишневецький, гербу власного
- Василь Загоровський гербу Вренби — зять князя Івана Федоровича Чорторийського
- Олександр Семашко гербу Лебідь
- Григорій Сангушко, гербу власного
- Микола Семашко гербу Лебідь (пом 1618)
- Ян Харленський гербу Бонча (пом 1625)
- Бартломей Модлібовський гербу Дрия
- Ґабріель Стемпковський гербу Сухекомнати (1628)[1]
- Стефан Стемпковський гербу (1662)
- Стефан Ледуховський гербу Шалава
- Францішек Корицінський гербу Топор
- Вацлав Гулевич гербу Новина
- Станіслав Францішек Конецпольський гербу Побуг
- Ян Менцінський гербу Порай
- Рафал Сарбєвскі гербу Правдич (пом 1715)
- Н. Оборський гербу Рох (пом. 1728)
- Ян Потоцький гербу Пилява (†1744) — з 25 травня 1729, син Потоцького Юзефа Станіслава, староста смотрицький.[2]
- Пйотр Браніцький (помер 20 березня 1762[3])
- граф Антоній Четвертинський — останній у списку.